# Fanny und Alexander
Fanny und Alexander (Originaltitel Fanny och Alexander) ist ein schwedisch-französisch-deutsches Filmdrama von Ingmar Bergman aus dem Jahr 1982. Die internationale Co-Produktion, Bergmans letzter offizieller Kinofilm, wurde in einer dreistündigen Kinofassung und einer fünfeinhalbstündigen Fernsehfassung gezeigt.

## Handlung
Erzählt wird ein Ausschnitt aus dem Leben der großbürgerlichen Familie Ekdahl im Schweden des frühen 20. Jahrhunderts. Familienoberhaupt ist die Großmutter Helena, aus deren Ehe mit ihrem verstorbenen Mann drei Söhne hervorgegangen sind: Oscar, Gustav Adolf und Carl. Oscar leitet das sich im Familienbesitz befindende Theater, an dem auch seine viel jüngere Frau Emilie spielt. Sie haben zwei Kinder, Fanny und Alexander.
Während einer Probe bricht Oscar zusammen; er stirbt kurz darauf, betrauert von seiner jungen Frau. Sie findet Trost bei Bischof Vergérus, den sie schließlich heiratet. Alexander, dem sein toter Vater in regelmäßigen Abständen erscheint, ist mit der Entscheidung seiner Mutter nicht einverstanden. Emilie zieht mit ihren beiden Kindern in Vergérus’ Residenz, wo er mit seiner Mutter, Schwester und einer bettlägerigen Tante lebt. Vergérus bittet Emilie, dass sie zum Einzug nicht nur ihre, sondern auch die weltliche Habe ihrer Kinder hinter sich lassen möge.
Emilie, Fanny und Alexander leiden bald unter der Strenge und Askese, in der ihr Mann und seine Verwandten leben. Die Geschwister werden wiederholt eingeschlossen, Alexander körperlich gezüchtigt, nachdem er behauptet hat, die erste Frau des Bischofs und deren Kinder seien bei der Flucht vor ihm ums Leben gekommen. Als Emilie trotz einer neuen Schwangerschaft die Scheidung erbittet, droht ihr der Bischof mit dem Entzug des Sorgerechts ihrer leiblichen Kinder.
Isak, ein Freund der Familie Ekdahl und früherer Geliebter von Großmutter Helena, entführt Fanny und Alexander aus dem Domizil des Bischofs und bringt die beiden in seinem Haus unter. Emilie will ebenfalls fliehen und verabreicht Vergérus ein Schlafmittel. Nachts begegnet Alexander in Isaks Haus dessen Neffen Ismael, der Alexander mit seinen hasserfüllten Gedanken gegen seinen Stiefvater konfrontiert. In dieser Nacht bricht in der Wohnung der Familie Vergérus ein Feuer aus, nachdem die bettlägerige Tante eine Petroleumlampe umgestoßen hat. Der Bischof kommt bei dem Brand ums Leben.
Emilie kehrt mit ihren Kindern in den Schoß der Familie Ekdahl zurück, wo sie ihr drittes Kind zur Welt bringt. Gustav Adolf, der selbst gerade Vater geworden ist, hält anlässlich der Feier eine Lobrede auf das Leben, das man wegen seiner Kürze genießen solle. Alexander erscheint sein verstorbener Stiefvater, der ankündigt, ihn von nun an regelmäßig heimzusuchen. Schließlich eröffnet Emilie ihrer Schwiegermutter Helena, dass sie ein neues Stück einspielen und dafür Helena als Mitwirkende gewinnen möchte. Helena beginnt aus dem geplanten Stück, August Strindbergs Ein Traumspiel, vorzulesen: „Alles kann geschehen, alles ist möglich und wahrscheinlich. Zeit und Raum existieren nicht.“

## Hintergrund
Fanny und Alexander war Bergmans erster in Schweden gedrehter Film seit seinem Fortgang nach Deutschland 1976. Er entstand zwischen September 1981 und März 1982 in den „Filmhuset studios“ des Schwedischen Filminstituts in Stockholm mit einem Budget von 35 Millionen Schwedischen Kronen (1982 etwa 14 Millionen Deutsche Mark). Die Entscheidung des Instituts, den Film zu einem großen Teil mitzufinanzieren, stieß wegen der angeblichen Benachteiligung anderer Regisseure und deren Projekte auf Kritik.
Bergman hatte im Vorfeld angekündigt, dass dies sein letzter Kinofilm sein würde. Trotz der Mitwirkung vieler seiner Stammschauspieler wie Erland Josephson, Harriet Andersson und – in einer kleinen Rolle – Gunnar Björnstrand fehlen auch eine Reihe wichtiger Darsteller wie Liv Ullmann, die die Mutter Emilie spielen sollte, und Max von Sydow, der für die Rolle des Vergérus vorgesehen war. Ullmann drehte jedoch gerade in Norwegen den Fernsehmehrteiler Jenny. Mit von Sydow konnte man sich nicht über sein Honorar einigen.
In seiner Filmmusik setzte Komponist Daniel Bell unter anderem auf Musik von Frans Helmerson, Marianne Jacobs, Frédéric Chopin, Benjamin Britten und Robert Schumann.
Der Film lief in einer dreistündigen Fassung am 17. Dezember 1982 in den schwedischen Kinos, am 8. Oktober 1983 in der Bundesrepublik Deutschland und am 21. Dezember 1984 in der DDR an. Die von Beginn an auf eine längere Laufzeit von 5½ Stunden konzipierte TV-Fassung startete exakt ein Jahr später am 17. Dezember 1983 in Schweden und wurde zwischen dem 30. Dezember 1984 und dem 6. Januar 1985 im ZDF erstmals im deutschen Fernsehen ausgestrahlt.
1984 veröffentlichte Bergman den Dokumentarfilm Das Fanny und Alexander-Dokument über die Entstehung des Films. Darin zeigte er unter anderem Gunnar Björnstrands Kampf am Drehort gegen seine Alzheimer-Krankheit. Obwohl von Björnstrand selbst freigegeben, musste diese Passage später auf Druck seiner Witwe entfernt werden.

## Rezeption
Fanny und Alexander gilt inzwischen als Meisterwerk, was sich auch in den Auswertungen US-amerikanischer Aggregatoren widerspiegelt. So erfasst Rotten Tomatoes ausschließlich positive Besprechungen und ordnet den Film dementsprechend als „Zertifiziert Frisch“ ein. Auch Metacritic ermittelt „Allgemeines Kritikerlob“ auf Grundlage von ausschließlich Höchstwertungen. Und They Shoot Pictures, Don’t They? setzt den Film auf Platz 62 der angesehensten Werke der Filmgeschichte.

„So oft das Stück auch schon gespielt sein mag: Man sieht es gerne wieder, freut sich über kleine Variationen des Vertrauten, erkennt vielleicht sogar einige neue Markierungslinien und Positionsfeuer in den hermetischen Landschaften der Imagination. […] Wie ein Schloßherr führt [Bergman] uns noch einmal durch seine Welt, spielt alle seine Leitmotive an, ausgeführt von vielen seiner Lieblingsschauspieler: ein ‚Wandgemälde‘, wie er es selber nennt, ein episches Wunschkonzert für die Bergman-Gemeinde, ein Film, der unendlich viel Geduld erfordert, der immer dichter und spannender wird, der manchmal aber auch durch den feudalistischen Gestus seines Schöpfers eine Art von Unbehagen provoziert.“

„Bergmans Abrechnung mit dem scheinbar Vergangenen, seine Erinnerung an glückliche und angstvolle Momente der Kindheit ist nicht weniger bitter und scharfsichtig als in früheren Werken, hat hier jedoch die Form eines prächtigen, sinnlichen und detailverliebten Schauspiels, das nicht zufällig im Theatermilieu angesiedelt ist. Viele Motive und Stile sind miteinander zu einem filmischen Fresko verwoben: Verweise auf Strindberg und Shakespeare, satirische Ansätze wie in Fellinis Amarcord, eine an Buñuel erinnernde Logik des Traums und der Fantasie – und immer wieder Bergmans alte Leidenschaft für metaphysische und religiöse Sinnfragen. […] die gekürzte Kinofassung weist einige dramaturgische Brüche auf, läßt aber die Brillanz der Inszenierung und der Schauspieler dennoch eindrucksvoll zur Geltung kommen.“

2012 veranstaltete die Filmzeitschrift FLM unter 50 Kritikern und Filmwissenschaftlern eine Wahl zum „besten schwedischen Film aller Zeiten“, bei der Fanny und Alexander als die am höchsten platzierte Regiearbeit Bergmans Platz 5 belegte.

## Auszeichnungen
- 1983: Guldbagge – Bester Film, Beste Regie und Bester Hauptdarsteller (Jarl Kulle)
- 1983: FIPRESCI-Preis bei den Internationalen Filmfestspielen von Venedig
- 1983: Los Angeles Film Critics Association Awards – Bester fremdsprachiger Film und Beste Kamera
- 1983: National Board of Review Award – Bester fremdsprachiger Film
- 1983: New York Film Critics Circle Awards – Beste Regie und Bester fremdsprachiger Film
- 1984: Oscar – Bester fremdsprachiger Film, Beste Kamera, Beste Ausstattung (Anna Asp und Susanne Lingheim) und Beste Kostümgestaltung (Marik Vos-Lundh)
- 1984: César – Bester ausländischer Film
- 1984: British Academy Film Award – Beste Kamera
- 1984: David di Donatello – Bester ausländischer Film, Beste ausländische Regie und Bestes ausländisches Drehbuch
- 1984: Golden Globe Award – Bester fremdsprachiger Film
- 1984: Nastro d’Argento – Beste ausländische Filmregie
- 1984: Syndicat Français de la Critique de Cinéma – Bester ausländischer Film